# 张琳艳
张琳艳（2001年1月16日—），四川省江油人，中国女子足球运动员，司职中场和前锋，中国女足國腳，现效力于中国足球协会女子超级联赛球队武汉车谷江大。

## 球员生涯

### 早年训练
张琳艳出生在江油的一个普通家庭，从小活泼好动，体育成绩优秀，6岁时受父亲影响走上足球道路。2009年，她在江油市花园小学就读期间，因速度快、动作灵活和身体素质出众被江油一中的足球教练组看中，选入创立不久的江油女足。2011年，她代表江油女足参加了四川省小学生女子足球比赛，个人独进48球，帮助球队取得冠军。但在此之后，张琳艳缺少参加四川省内其他比赛的机会。2012年，正当她在专业体育训练和继续文化教育的选择中踌躇时，她被恒大足球学校看中并免费录取，开始系统练习足球。在恒大足校学习时，张琳艳确立了代表国家队出场的目标。
2016年1月28日，张琳艳在代表恒大足校参加中国足协青少年锦标赛中脚踝骨折，韧带受伤，被迫休养一年。受伤期间，还在国青队比赛的王霜替代孙雯成为了张琳艳的新偶像。不久后她又遭遇第二次伤病，在2018年永川国际女足邀请赛的国家队首秀中，她的交叉十字韧带撕裂，伤缺了大半年。

### 俱乐部生涯
随着张琳艳年龄增长，张琳艳面临以普通体育生身份报考大学或成为职业球员的选择，而此时广州恒大尚未成立职业女足队以及伤病原因，使她一度面临无球可踢的困境。2019年初，北京北控凤凰邀请张琳艳加盟球队，她才得以成为职业球员。但由于身体尚未完全恢复，加之国青队备战亚青赛，2019年她在俱乐部中并没有过多表现机会。
2020年末，北控集团停止投资北京女足。张琳艳便在2021赛季加盟广州队，并以9个进球获得中女甲金靴，同年，她作为运动健将保送进入北京师范大学运动训练专业学习。
2022年3月11日，张琳艳被租借至女超劲旅武汉车谷江大并于当年夏季正式转会。2022年3月29日，她被评选为2021年度广东足球小姐。
2022年7月8日，瑞士女超球队苏黎世草蜢女足宣布张琳艳以租借形式加盟，为期一年。她在女足瑞士杯首次代表苏黎世草蜢的首战，取得1球3助攻，一周后的联赛首秀，她再度进球。张琳艳效力苏黎世草蜢的一年中表现出色，在联赛和瑞士杯中共出场22次，首发19次进11球，被其他球员票选为瑞士足球运动员协会女超联赛黄金十一人中的最佳球员。赛季结束后，张琳艳返回武汉参加中女超联赛。9月，张琳艳被外借至英超托特纳姆热刺，由于出场机会不多，她在半年后回归武汉。

### 地方和国家队生涯
2013年，张琳艳首次入选中国女足U-14队，是队伍中年龄最小的球员，在U-14女足亚锦赛对关岛的比赛第一次在国际赛事中上演帽子戏法。由于表现出色，她被恒大足校选中在央视《足球之夜》节目上与大卫·贝克汉姆见面。在该节目上，张琳艳与贝克汉姆共同观赛，并表达了代表中国女足超越孙雯时代的愿望。不过由于年龄太小，她未能入选2014年青奥会中国队名单。2015年，张琳艳再度参加U-14女足亚锦赛，并在对北马里亚纳的比赛中独中五元，同年作为U16国家队队员参加潍坊杯足球邀请赛。2017年，她代表四川参加全运会。
2018年，张琳艳参加了法国U20女足世青赛，並在年底以17岁之齡在永川国际女足邀请赛对芬兰的比赛中首次亮相女足成年国家队，但也是这场比赛导致了张琳艳的第二次重伤。次年末，张琳艳作为中国U19队员参加亚青赛，未能帮助球队从小组出线。
2021年，张琳艳代表北京参加全运会，获得第四名。因2021年全运会的出色发挥，张琳艳被主教练水庆霞看中，进入了国家集训队。在集训中表现不错的张琳艳成功入选2022年女足亚洲杯最终名单，这也是她首次参加国际大赛。她在亚洲杯中被水庆霞作为“秘密武器”使用。，在小组第一轮对阵中华台北的比赛中打入一球。她在半决赛和决赛均有出场，并在决赛对阵韩国的比赛中造点球并射入扳平一球，帮助中国女足夺得冠军。她本人亦获得赛事最佳年轻球员荣誉。赛后，贝克汉姆在新浪微博上祝贺她夺冠。
2023年，张琳艳入选女足世界杯名单。她在小组赛对丹麦一役首发出战，成为第一个代表中国女足在世界杯出场的2000年后出生球员。在对海地的比赛中，她主动冲击对方左路，在对方禁区内突破创造出点球机会。她在这两场比赛表现得到主教练水庆霞认可，也被外界视作中国女足未来的核心球员。

## 球员数据

### 俱乐部数据
最後更新：2023年9月15日
| 俱乐部       | 赛季     | 联赛                   | 联赛 | 联赛 | 国家杯赛 | 国家杯赛 | 洲际赛事 | 洲际赛事 | 其他 | 其他 | 合计 | 合计 |
| 俱乐部       | 赛季     | 等级                   | 出场 | 进球 | 出场     | 进球     | 出场     | 进球     | 出场 | 进球 | 出场 | 进球 |
| ------------ | -------- | ---------------------- | ---- | ---- | -------- | -------- | -------- | -------- | ---- | ---- | ---- | ---- |
| 北京北控凤凰 | 2019     | 中国足协女子超级联赛   | 4    | 0    | -        | -        | -        | -        | -    | -    | 4    | 0    |
| 北京北控凤凰 | 2020     | 中国足协女子超级联赛   | 13   | 3    | -        | -        | -        | -        | -    | -    | 13   | 3    |
| 广州         | 2021     | 中国足协女子甲级联赛   | 9    | 9    | 6        | 5        | -        | -        | -    | -    | 15   | 14   |
| 武汉车谷江大 | 2022     | 中国足协女子超级联赛   | 10   | 6    | 2        | 0        | -        | -        | -    | -    | 11   | 6    |
| 苏黎世草蜢   | 2022–23  | 瑞士女子足球超级联赛   | 19   | 9    | 3        | 2        | -        | -        | -    | -    | 22   | 11   |
| 武汉车谷江大 | 2023     | 中国足协女子超级联赛   | 4    | 3    | -        | -        | -        | -        | -    | -    | 4    | 3    |
| 托特纳姆热刺 | 2023–24  | 英格兰女子足球超级联赛 | 3    | 0    | 2        | 1        | -        | -        | -    | -    | 5    | 1    |
| 生涯合计     | 生涯合计 | 生涯合计               | 59   | 30   | 11       | 7        | -        | -        | -    | -    | 75   | 38   |

- 中国的国家杯赛包括全国女子足球锦标赛和中国女子足协杯。

### 国家队进球
- 仅记录A级赛进球。

| 进球数 | 日期          | 场馆                   | 对手     | 进球时比分 | 结果 | 赛事                     |
| ------ | ------------- | ---------------------- | -------- | ---------- | ---- | ------------------------ |
| 1.     | 2022年2月6日  | 印度DY Patil Stadium   |          | 2–2        | 3–2  | 2022年亚足联女子亚洲杯   |
| 2.     | 2022年7月20日 | 日本茨城縣立鹿嶋足球場 | 中華臺北 | 1–0        | 2–0  | 2022年东亚女子足球锦标赛 |

## 荣誉

### 个人荣誉
- 2021年度广东足球小姐
- 四川省三八红旗手[32]
- 四川青年五四奖章[33]
- 四川省五一劳动奖章[34]
- 2022年至2023年瑞士足球运动员协会黄金十一人和黄金球员（英語：SFAP Women Super League Golden Player 2022/2023）
- 2023年中国女子金球奖[35]

### 团体荣誉

#### 俱乐部
- 恒大足球学校
  - 2014年中国足协全国女子足球U-14秋季锦标赛季军
  - 2016年中国足协全国女子足球U-16锦标赛亚军

#### 国家队
- 2013年亚足联U-14女子足球锦标赛冠军
- 2022年亞足聯女子亞洲盃冠军
- 2022年亚洲运动会女子足球铜牌